# Etivluk
La rivière Etivluk est une rivière d'Alaska aux États-Unis, située dans le borough de North Slope, de 90 km de long. C'est un affluent du fleuve Colville.

## Caractéristiques
Une partie de ce cours d'eau a été considéré comme le plus éloigné de toute habitation humaine. Il se trouve à 193 km des localités les plus proches, Ambler et Atqasuk, et encore plus loin de tout autre lieu habité de l'état.
La rivière Etivluk prend sa source au lac Nigtun, et coule vers le nord pour rejoindre le fleuve Colville. Son cours est situé entièrement au nord du cercle arctique.

## Affluent
- Nigu